# 케이틀린 타버
케이틀린 타버(Katelyn Tarver, 1989년 11월 2일 ~ )는 미국의 배우, 가수이다.

## 출연 작품
- 데드 온 캠퍼스 (2014)
- 판타스틱 패밀리 (2010)
- 빅 타임 러쉬 시즌1 (2009)